# Kurk (stop)

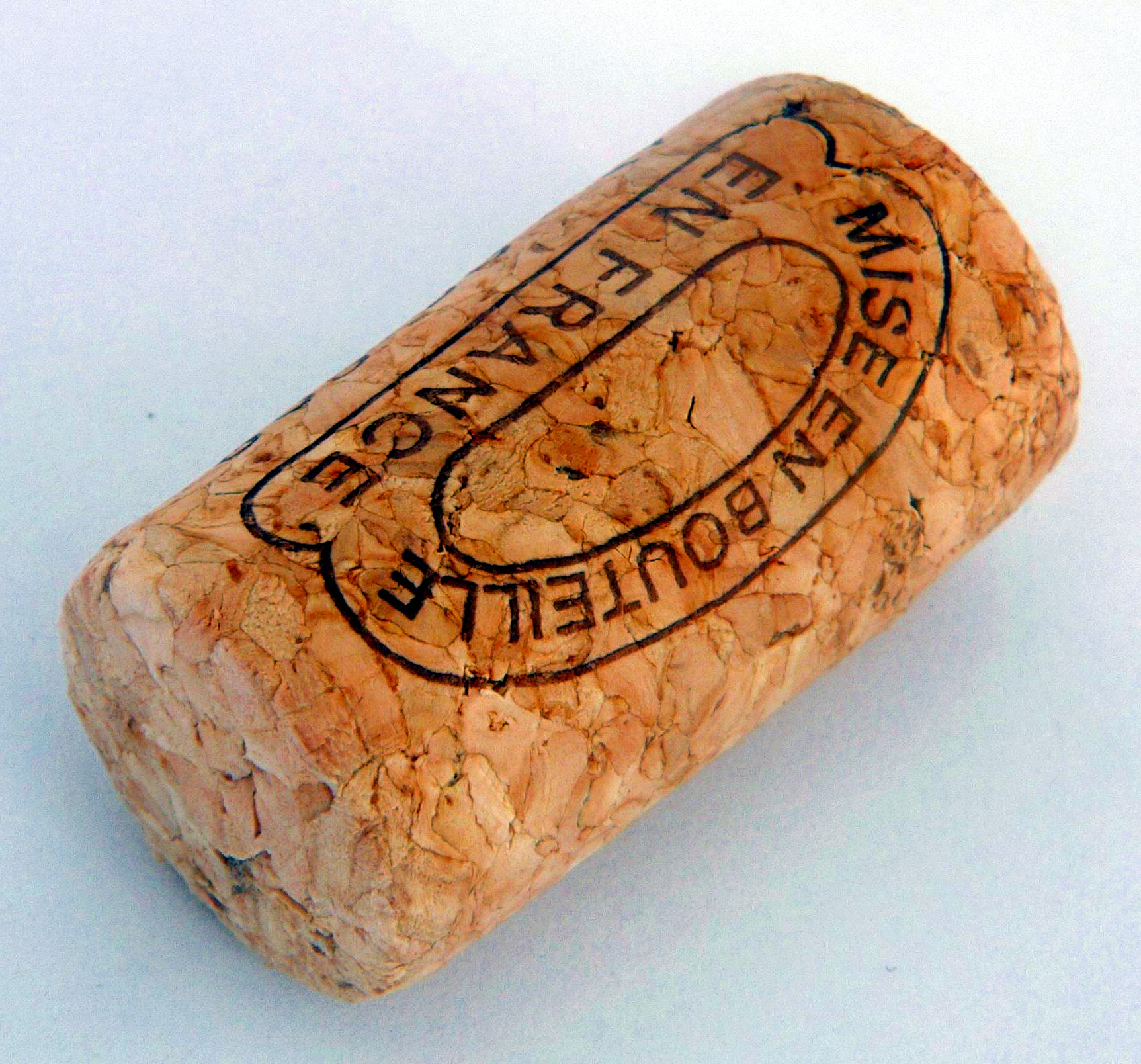
Een kurk

Een kurk is een stop van het gelijknamige materiaal (kurk) om flessen af te sluiten. Een kurk wordt meestal met een kurkentrekker verwijderd. Een kurk op een bepaalde fles bier of mousserende wijn kan met de hand voorzichtig losgewrikt worden nadat het borgende ijzerdraad is verwijderd.

## Geschiedenis
Door de invoering van kurk als afsluitmateriaal in de zeventiende eeuw werd het mogelijk wijn veel langer te bewaren. Daarvoor werden wel houten of glazen stoppen gebruikt, maar die waren minder luchtdicht. 
Het voordeel van een kurk is dat het goed afsluit vanwege zijn enorme elasticiteit. De elasticiteit van kurk wordt veroorzaakt door de vele gesloten, lucht bevattende cellen, waardoor de kurk in elkaar gedrukt kan worden en dan de flessenhals met kracht afsluit. Hierdoor wordt er maar zeer weinig lucht doorgelaten.
Het gebruik van een kurk-stop heeft enkele nadelen: 
- De hoge prijs voor kurk van goede kwaliteit.
- De mogelijkheid van besmetting met een schimmel, die 2,4,6-trichlooranisol (TCA) vormt, wat de smaak van de wijn bederft. Als een fles wijn besmet is met TCA, is er sprake van kurk. De schattingen van het percentage wijnflessen met kurk loopt uiteen van 1% tot 15%.[1]

## Alternatieven

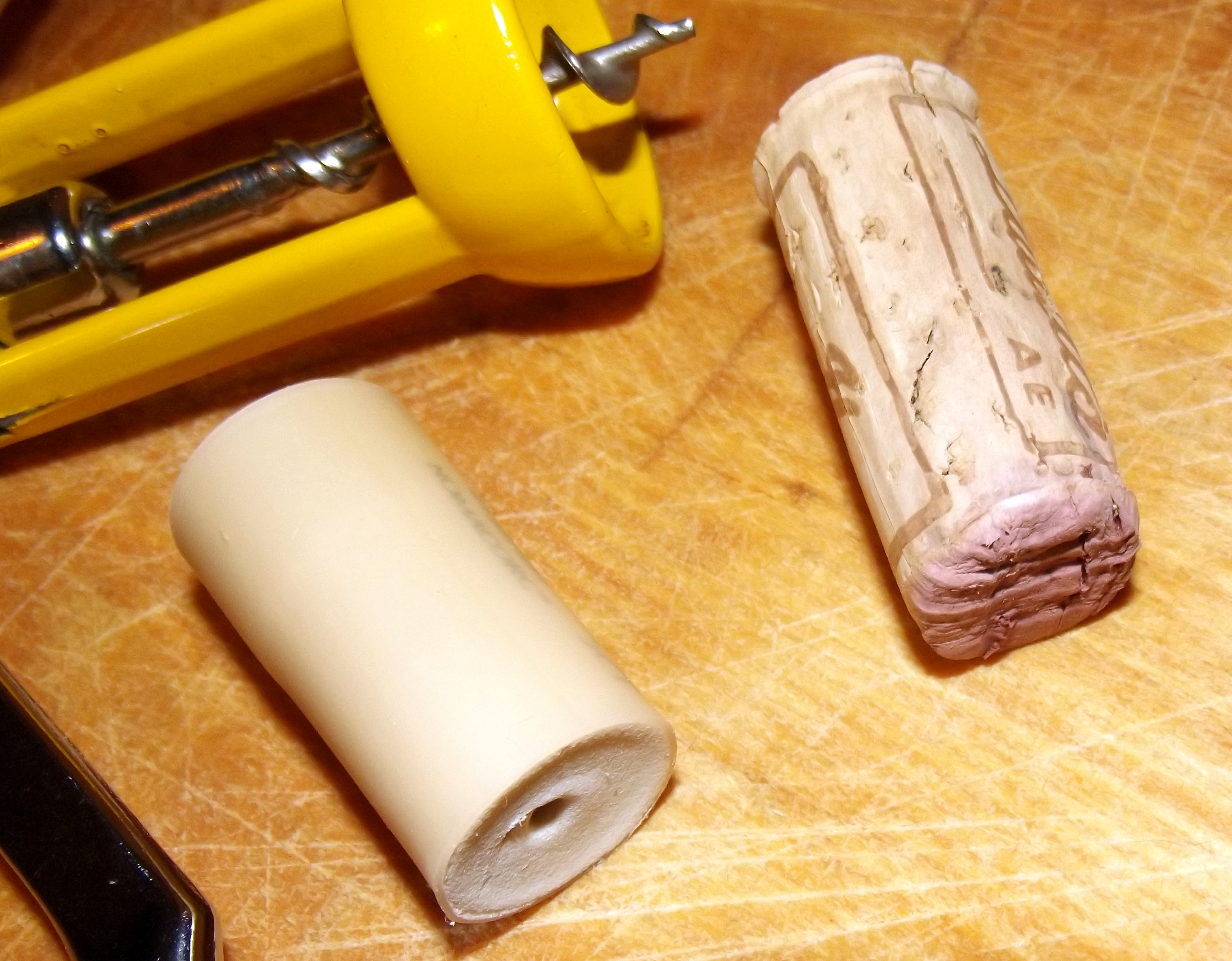
Kurk (rechts) en kunststofkurk (links).

Als alternatief voor kurk worden kunststofkurken en aluminium schroefdoppen gebruikt. Deze worden reeds toegepast bij goedkopere wijnen en bij kleine wijnflesjes, zoals die aan vliegtuigpassagiers worden verstrekt. De zuurstof-doorlaatbaarheid van kunststofkurken varieert naargelang de producent. Goedkopere kunststofkurken hebben een hoge OTR (oxigen transmission rate) waardoor wijnen heel snel oxideren, en hun smaak er met andere woorden heel snel op achteruit gaat. Duurdere kunststofkurken hebben meestal een betere inwendige schuimstructuur, en een hogere dichtheid waardoor ze de fles beter en langer afdichten. Momenteel zijn er reeds kunststofkurken op de markt die een bewaargarantie bieden van vijf jaar.